# Any Given Day
Any Given Day ist eine 2012 gegründete Metalcore-Band aus Gelsenkirchen.

## Geschichte
Die Band wurde im Frühjahr 2012 von Sänger Dennis Diehl, den Gitarristen Andy Posdziech und Dennis ter Schmitten, dem Bassisten Michael Golinski sowie dem Schlagzeuger Raphael Altmann in Gelsenkirchen gegründet. Golinski und ter Schmitten fungieren in der Band zudem als Hintergrundsänger.
Noch im Oktober des Gründungsjahres erschien ein selbstbetiteltes Demo mit drei Liedern, die später für das im September 2014 über Redfield Records veröffentlichte Debütalbum My Longest Way Home neu aufgenommen wurden. Mit dem Coversong zu Rihannas Diamonds erlangte die Band enorme Aufmerksamkeit und kann auf mittlerweile mehr als 14 Millionen Klicks auf YouTube zurückblicken. My Longest Way Home stieg in den deutschen Albumcharts auf Platz 28 ein. Im Januar 2015 tourte die Gruppe gemeinsam mit Dream On, Dreamer als Vorband für Caliban durch Deutschland, Österreich, Belgien, die Schweiz, die Niederlande und Polen.
Ende Mai 2015 trat die Band auf dem Doppel-Festival Rock im Revier (Veltins-Arena) und Rockavaria (Münchner Olympiapark) auf.
Im Sommer 2016 erschien das zweite Album Everlasting, das auf Platz 14 der deutschen Albumcharts einstieg. 2017 tourten sie erstmals in UK als Vorgruppe von Bury Tomorrow.

## Stil
Metal Hammer kategorisierte Any Given Day als Metalcore und Deathcore, mit Elementen aus Progressive Metal, Djent und Groove Metal. Außerdem wurden sie mit einer emotionalen Wendung mit Slipknot und Suicide Silence verglichen.

## Mitglieder

Any Given Day, live beim Impericon Festival 2016
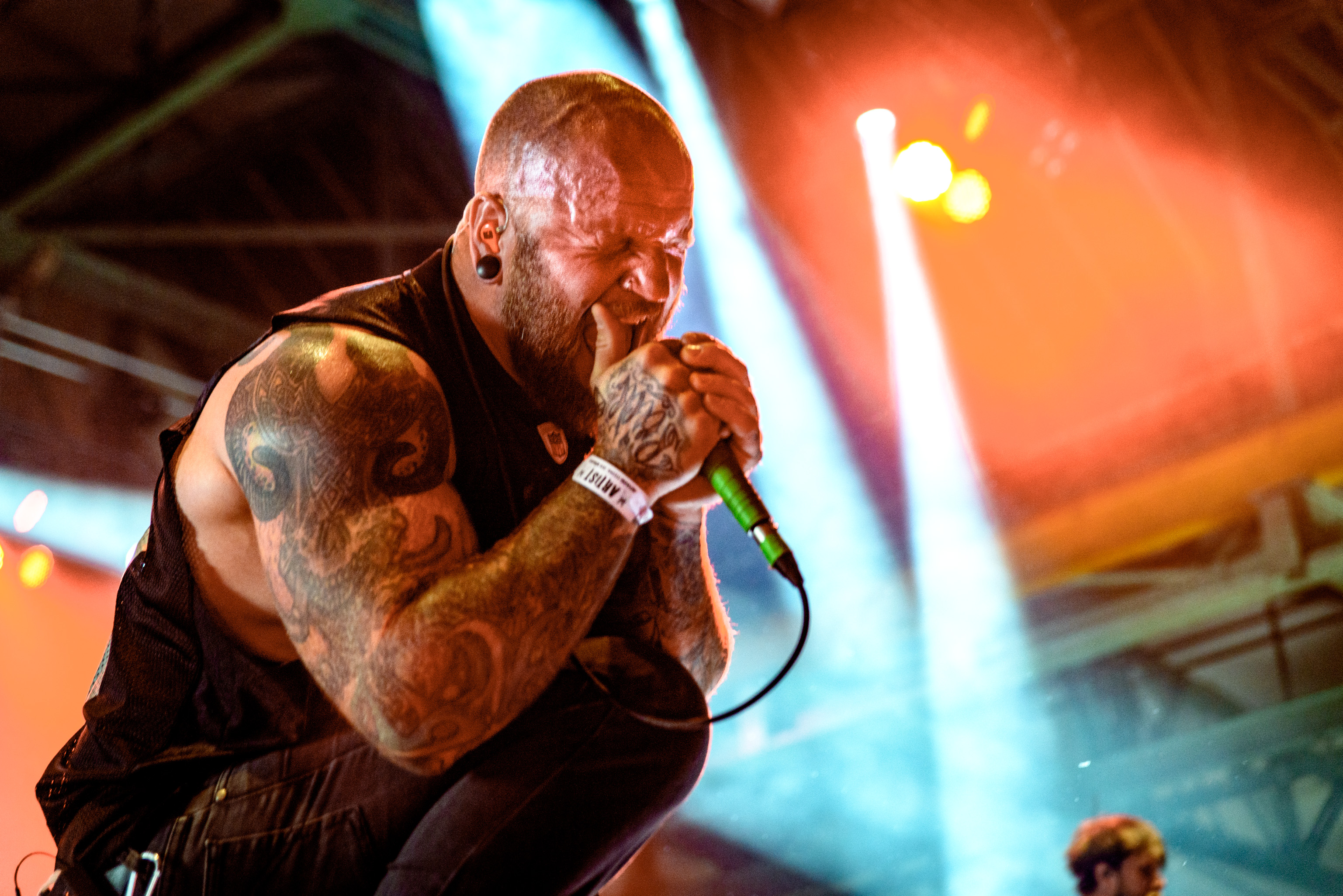
Dennis Diehl
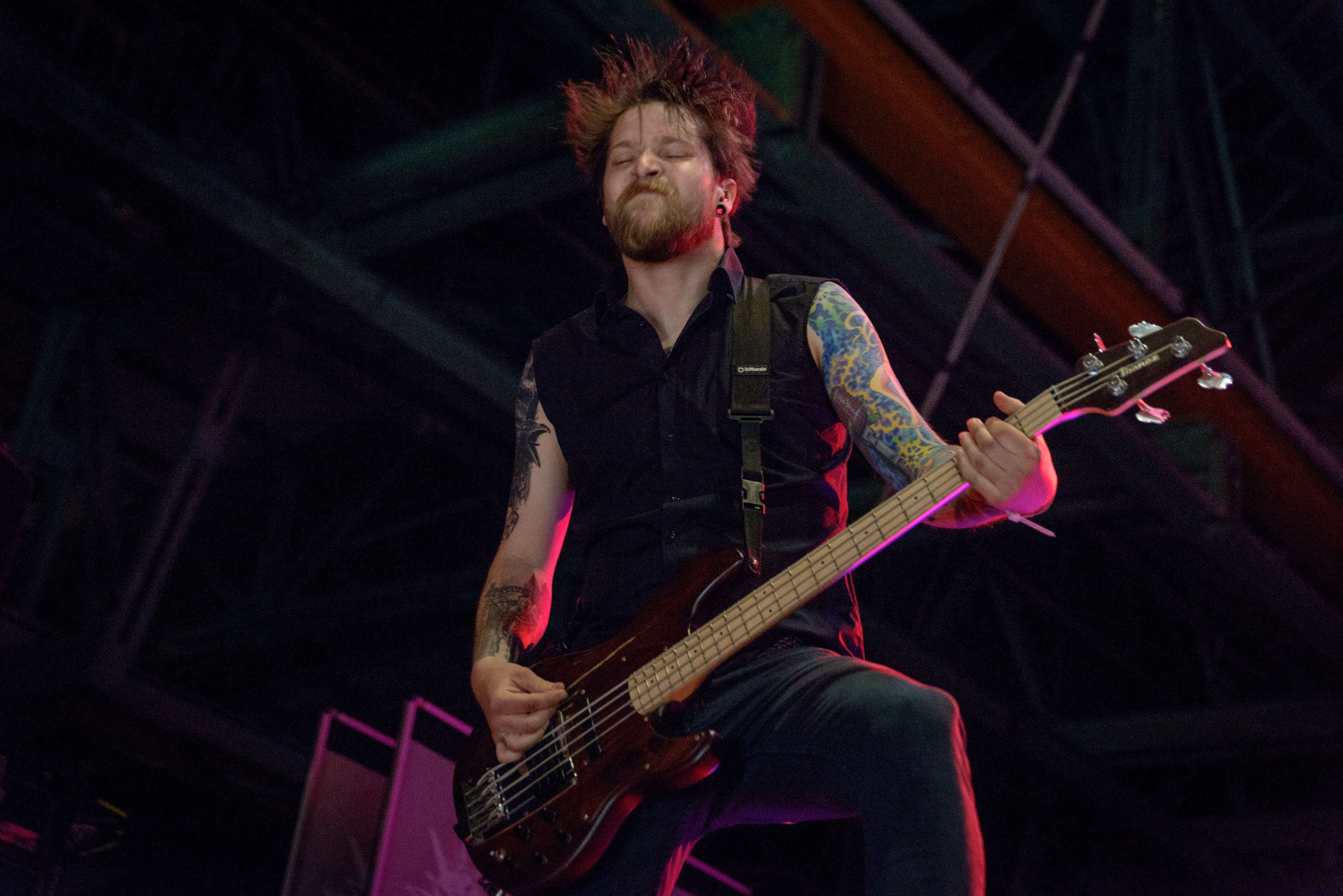
Michael Golinski
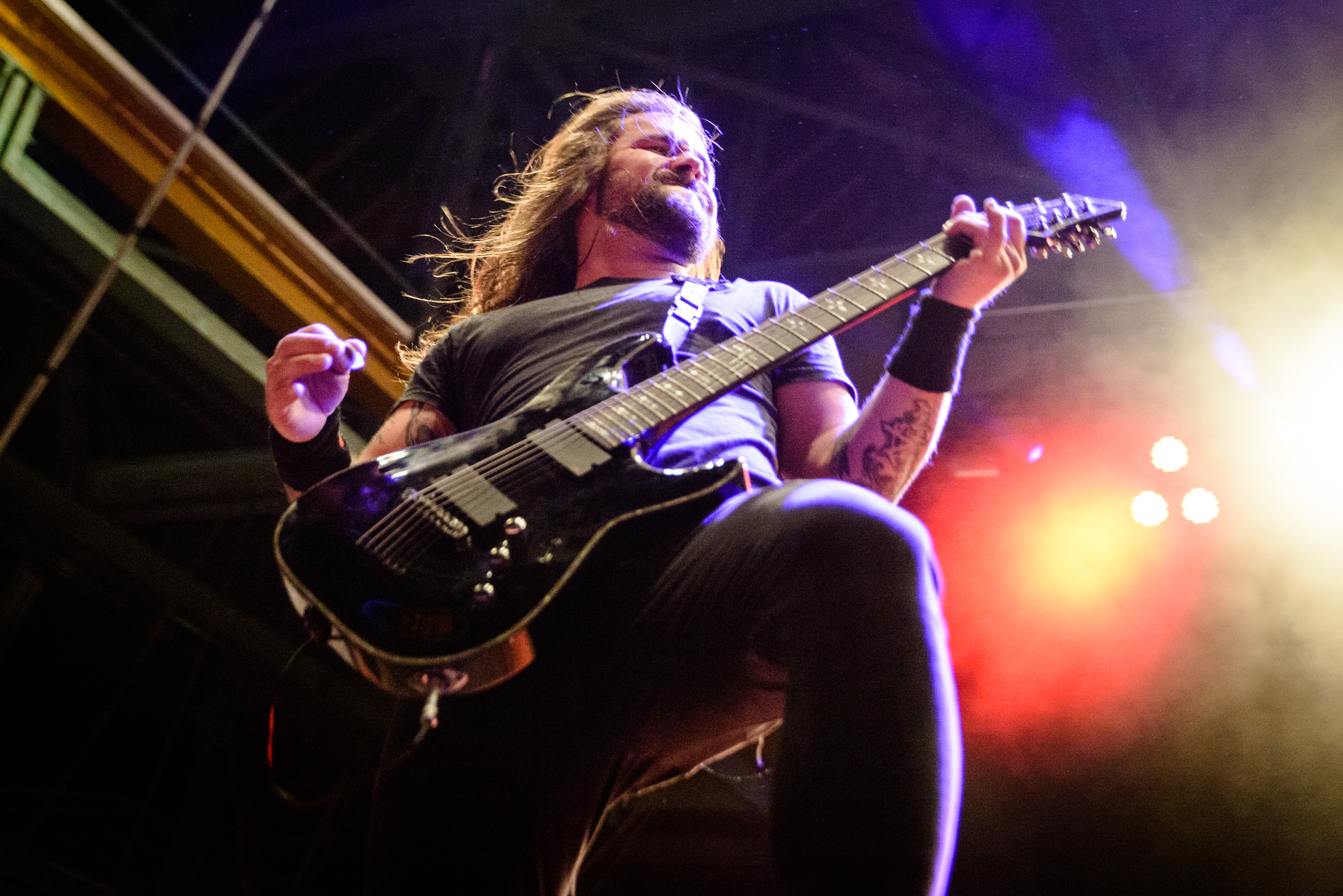
Dennis ter Schmitten
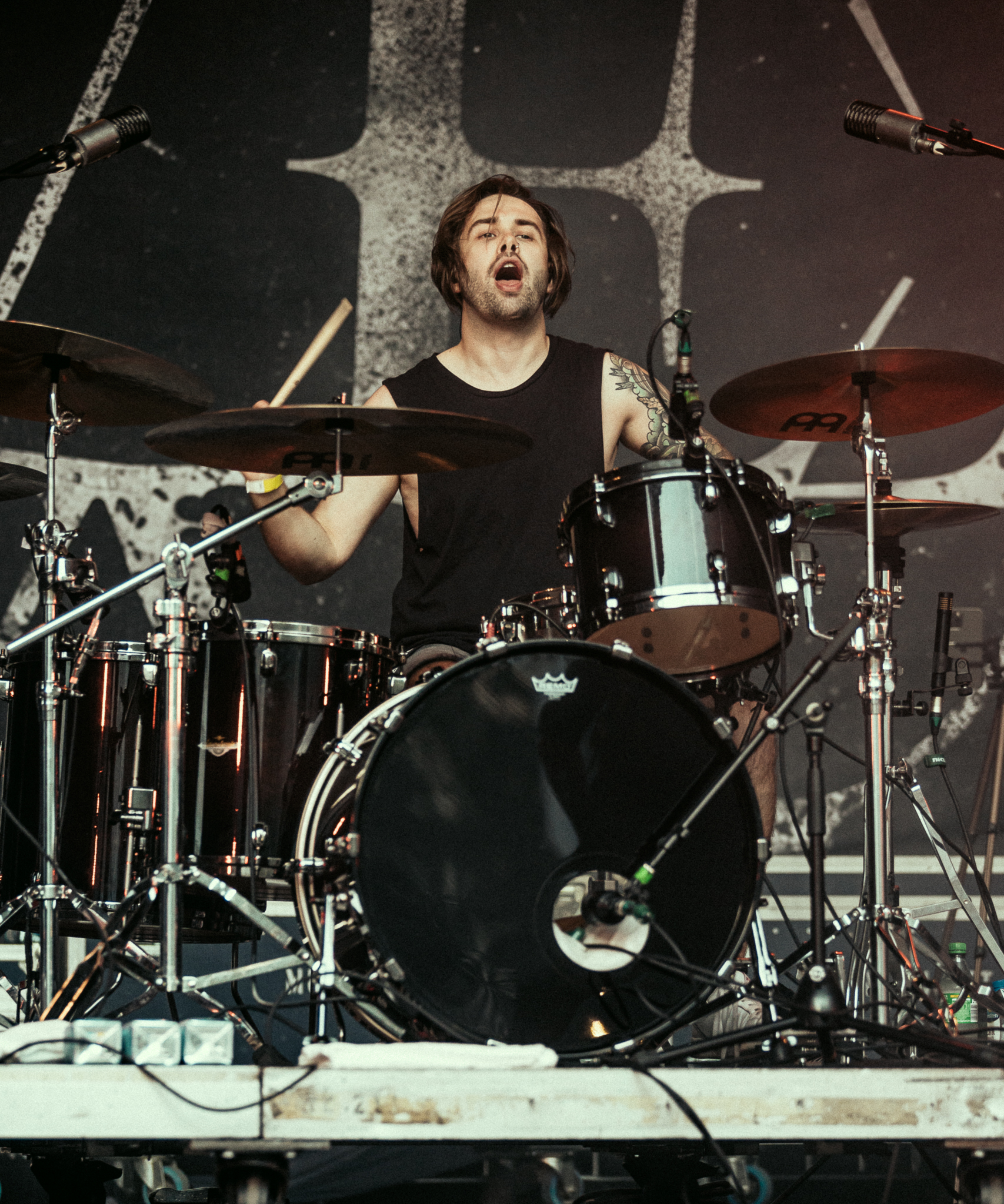
Leon Stiller

## Diskografie

### Studioalben
| Jahr | Titel Musiklabel                     | Höchstplatzierung, Gesamtwochen, AuszeichnungChartplatzierungen (Jahr, Titel, Musiklabel, Platzierungen, Wochen, Auszeichnungen, Anmerkungen) | Höchstplatzierung, Gesamtwochen, AuszeichnungChartplatzierungen (Jahr, Titel, Musiklabel, Platzierungen, Wochen, Auszeichnungen, Anmerkungen) | Höchstplatzierung, Gesamtwochen, AuszeichnungChartplatzierungen (Jahr, Titel, Musiklabel, Platzierungen, Wochen, Auszeichnungen, Anmerkungen) | Anmerkungen                             |
| Jahr | Titel Musiklabel                     | DE | AT | CH | Anmerkungen                             |
| ---- | ------------------------------------ | --- | --- | --- | --------------------------------------- |
| 2014 | My Longest Way Home Redfield Records | DE28 (1 Wo.)DE | — | — | Erstveröffentlichung: 5. September 2014 |
| 2016 | Everlasting Redfield Records         | DE14 (1 Wo.)DE | AT57 (1 Wo.)AT | CH64 (1 Wo.)CH | Erstveröffentlichung: 26. August 2016   |
| 2019 | Overpower Arising Empire             | DE19 (1 Wo.)DE | AT61 (1 Wo.)AT | — | Erstveröffentlichung: 15. März 2019     |
| 2024 | Limitless Arising Empire             | DE33 (1 Wo.)DE | — | — | Erstveröffentlichung: 26. Januar 2024   |

### Singles
- 2013: Home Is Where The Heart Is
- 2014: Home Is Where The Heart Is (Acoustic)
- 2016: Endurance
- 2016: Arise
- 2016: Levels
- 2018: Savior
- 2018: Loveless
- 2019: Lonewolf
- 2022: Apocalypse
- 2022: Wind of Change
- 2022: Diamonds
- 2023: Get That Done
- 2023: Unbreakable
- 2023: Limitless
- 2024: Come Whatever May

### Demos
- 2012: Any Given Day